# 艾塞克斯縣 (紐約州)
艾塞克斯縣（英語：Essex County）是美國紐約州東北部的一個縣，東隔尚普蘭湖與佛蒙特州為鄰。面積4,964平方公里。2010年人口39,370。縣治伊丽莎白敦。
成立於1799年。縣名來自英國的埃塞克斯郡。紐約州的最高峰马西山位於本縣。